# Свети Теодор Тирон (Дреновци)
„Свети Теодор Тирон“ (на македонска литературна норма: „Свети Теодор Тирон“) е възрожденска православна църква в прилепското село Дреновци, Северна Македония. Църквата е под управлението на Преспанско-Пелагонийската епархия на Македонската православна църква.
„Свети Теодор Тирон“ представлява трикорабна сграда, с полукръгла апсида, която отвън е разчленена на осем плитки ниши. Църквата е изградена в 1857 година и на 7 септември е осветена от митрополит Венедикт Византийски, а в 1883 година е изписана от братята Коста, Вангел и Никола Анастасови от Крушево. В храма има творби на Кръсте Зограф.